# Myśli nowoczesnego Polaka
Myśli nowoczesnego Polaka – tekst polityczny Romana Dmowskiego.

## Charakterystyka
Podstawę dla pierwszego wydania książkowego Myśli z 1903 stanowiła seria artykułów Dmowskiego ukazująca się w 1902 na łamach „Przeglądu Wszechpolskiego” pod pseudonimem R. Skrzycki. Wydanie to miało nakład około tysiąca egzemplarzy i ukazało się pod nazwiskiem autora. Kolejne wydanie ukazało się we Lwowie w 1904. W wyniku nieporozumienia z wydawcą w wydaniu trzecim (Lwów 1907) jako część ostatnia ukazał się artykuł Podstawy polityki polskiej z 1905, który miał w istocie stanowić jedynie komentarz do zamkniętego dzieła. W wydaniu czwartym (Warszawa 1933) autor wzbogacił tekst o kolejne dopełnienie Przewroty.
W 1943, podczas II wojny światowej, w 40 rocznicę pierwszego wydania, konspiracyjna organizacja Ojczyzna wydała konspiracyjne wydanie piąte, antydatowane na rok 1934.
W czasach PRL wydawanie Myśli... było zakazane przez cenzurę, ukazywały się one na emigracji (w Londynie) oraz w drugim obiegu. W podziemiu opublikowało Myśli... w 1981 wydawnictwo Młoda Polska. W trakcie stanu wojennego miały miejsce wydania przez oficyny „Bóg i Ojczyzna” oraz „Unia Nowoczesnego Humanizmu”. Pierwsze oficjalne wydanie powojenne, poprzedzone przedmową Jana Dobraczyńskiego, ukazało się w 1989 roku (Wydawnictwo „Grunwald”). Później książkę wydawały: „Nortom”, „Antyk”, „Arspolitica”, „Ostoja”, „Capital”, „Zysk i ska”.

## Treść i recepcja
Celem mojej książki nie było propagowanie czytelnika na rzecz pewnych dogmatów, ale pobudzenie go do myślenia o rzeczach, które dla mnie mają pierwszorzędną doniosłość moralną. Cel ten lepiej osiągnięty zostanie, gdy czytelnik zobaczy, jak sam autor zastanawia się, zmienia i rozwija swe poglądy pod wpływem spostrzeżeń i doświadczeń. Przeszkadza to uwierzeniu w nieomylność autora, ale należę do tych, którzy się o taka opinię nie starają.
Zresztą „Myśli” moje mają charakter zbyt osobisty, dość mało mają pretensji do tego, by je uważano za obowiązujący wszystkich wyrok w poruszonych kwestiach, dość wyraźnie są, jak to już w poprzedniej przedmowie podkreśliłem, „rodzajem spowiedzi” danego człowieka w danym momencie jego życia, ażebym uważał za możliwe korygować je w każdem wydaniu, jak to się robi z dziełami naukowemi. Quod scripsi, scripsi.
Może to wreszcie pomoże niektórym krytykom do zrozumienia, że nie mają do czynienia z broszurą polityczną.

Czytelnik otrzymuje tu do rąk nie manifest stronnictwa, ale garść myśli jednego człowieka, którego oddawna zajmowały zagadnienia narodowego bytu.

Tekst składa się ze wstępu i siedmiu rozdziałów:
- I. Na bezdrożach naszej myśli
- II. Charakter narodowy
- III. Nasza bierność
- IV. Poglądy polityczne i typ życia umysłowego
- V. Oszczędność sił i ekspansja
- VI. Odrodzenie polityczne
- VII. Zagadnienia narodowego bytu

Późniejsze wydania zawierają ponadto dodane przez autora w wydaniu trzecim i czwartym dopełnienia: Podstawy polityki polskiej oraz Przewroty.
Dmowski w Myślach nowoczesnego Polaka przedstawił społeczne i polityczne założenia ruchu narodowego. Głosił, że naród stanowi organiczną jedność. Sprzeciwiał się walce klasowej głoszonej przez marksizm. Zdaniem Dmowskiego czasy szlachty i arystokracji bezpowrotnie minęły.
Teraz o interes Polski mają walczyć nie tylko ziemianie i wielcy przedsiębiorcy, ale także drobnomieszczaństwo i rolnicy.
Dmowski starał się odwieść robotników od ideologii socjalistycznej. Głosił, że w Polsce zorganizowanej według zasad narodowych czeka ich lepszy los niż w państwie stworzonym przez socjalistów, gdzie robotnicy wyzwoleni z ucisku burżuazyjnego zostaną pozbawieni wolności, tradycji i własności.
Dmowski bronił własności prywatnej i gospodarki kapitalistycznej. Uważał, że własność prywatna musi być używana zgodnie z interesem narodowym. Wolność jednostki nie może zamienić się w egoizm sprzeczny z interesami rodziny i narodu.
Do tytułu książki Dmowskiego nawiązał Piotr Wierzbicki (Myśli staroświeckiego Polaka, 1985) i polemizujący z nim Janusz Leonard Majewski (Myśli przerażonego Polaka, 1987).